# Harrie landskommun
Harrie landskommun var en tidigare kommun i förutvarande Malmöhus län.

## Administrativ historik
Kommunen bildades som så kallad storkommun vid kommunreformen 1952 genom sammanläggning av de tidigare kommunerna Lilla Harrie, Remmarlöv, Stora Harrie, Virke, Västra Sallerup (del av) och Örtofta.
Den ägde bestånd fram till 1969, då den upplöstes och delades. Remmarlöv, Västra Sallerup och Örtofta fördes till Eslövs stad som 1971 ombildades till Eslövs kommun, medan övriga lades till Kävlinge köping som 1971 ombildades till Kävlinge kommun.
Kommunkoden var 1219.

### Kyrklig tillhörighet
I kyrkligt hänseende tillhörde kommunen församlingarna Lilla Harrie, Remmarlöv, Stora Harrie, Virke och Örtofta.

## Geografi
Harrie landskommun omfattade den 1 januari 1952 en areal av 59,07 km², varav 57,99 km² land.

### Tätorter i kommunen 1960
| Tätort            | Folkmängd |
| ----------------- | --------- |
| Örtofta           | 358       |
| Kävlinge, del ava | 354       |
| Lilla Harrie      | 287       |

Tätortsgraden i kommunen var den 1 november 1960 44,3 procent.

## Politik

### Mandatfördelning i valen 1950-1966
| 20 | 11 | 2 | 2 |

| 33 |

| 20 | 9 | 3 | 3 |

| 33 |

| 19 | 10 |  | 5 |

| 30 | 5 |

| 20 | 9 | 2 | 4 |

| 30 | 5 |

| 20 | 10 | 2 | 3 |

| 30 | 5 |